# Compagnie méridionale de navigation

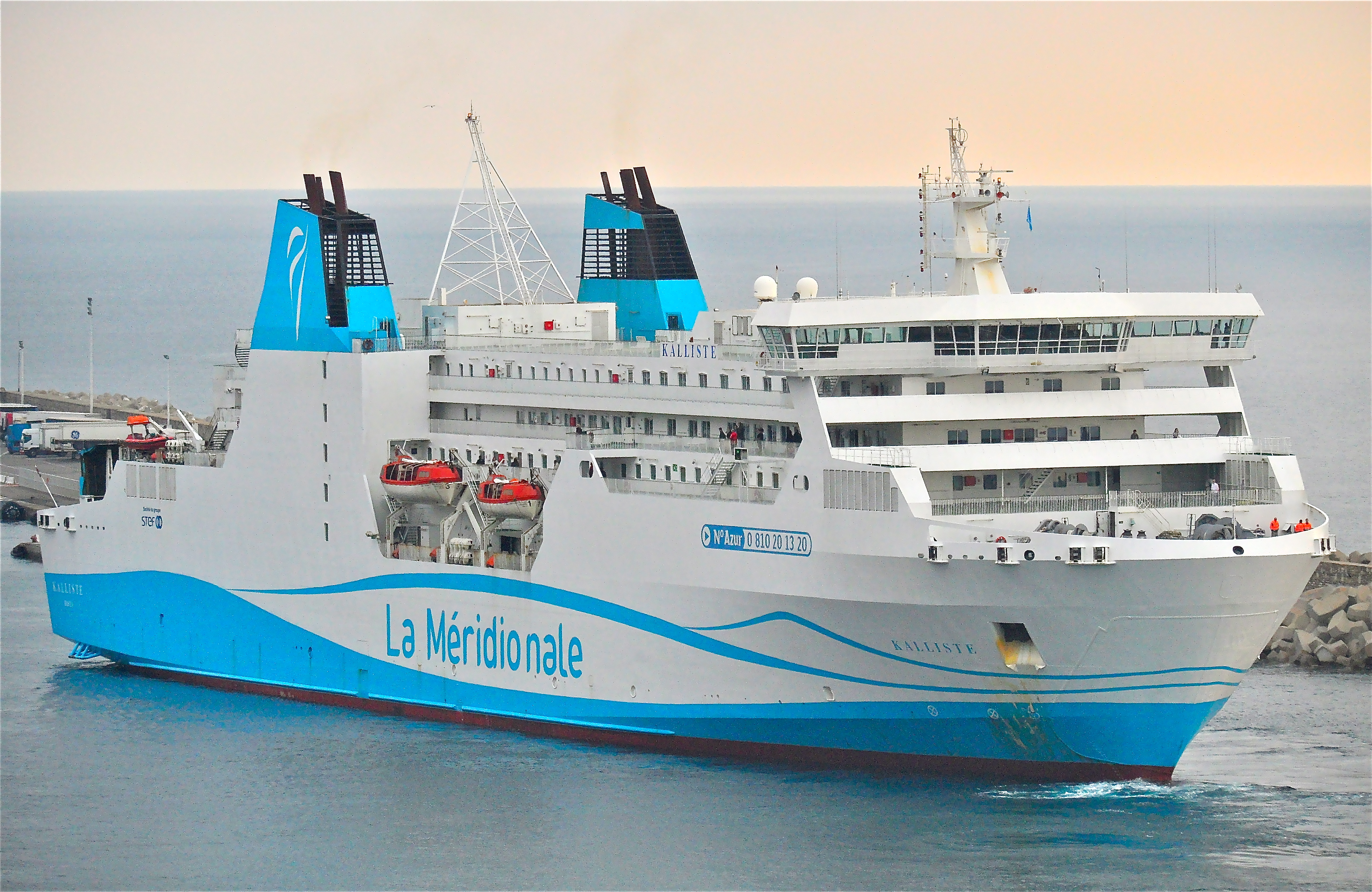
Il Kalliste in partenza da Bastia con la vecchia livrea.

La Compagnie méridionale de navigation, commercialmente nota come La Méridionale, è una compagnia di navigazione francese facente parte del gruppo CMA CGM. Con una flotta di quattro navi, si occupa del trasporto merci e passeggeri tra la Francia e la Corsica.

## Storia

### Anni trenta
Nel 1931, Henri e Felix Rastit sposano le figlie dell'armatore Giannoni de Cassano nella Balagna e fondano la Compagnia meridionale di navigazione. Nel 1937, La Méridionale spedisce in Corsica prodotti petroliferi e in seguito merci di vario tipo su navi tradizionali. 

### Anni settanta
Nel 1970, il servizio per la Corsica si compie con navi ro-ro di movimentazione orizzontale, la stessa che s'impiega ancora oggi. Nel 1976, La Méridionale partecipa al servizio pubblico di continuità territoriale tra la Francia e la Corsica.

### Anni ottanta
Nel 1988, su richiesta dell'Ufficio dei trasporti della Corsica, La Méridionale trasforma le sue navi ro-ro perché possano accogliere i passeggeri e i loro veicoli. Tale cambiamento permette di migliorare la qualità del servizio aggiungendo al trasporto merci una partenza quotidiana per i passeggeri. Nel 1989, viene inaugurata la linea Porto Torres-Propriano.

### Anni novanta
Nel 1992, La Méridionale si unisce al gruppo STEF-TFE. Nel 1993, La Méridionale utilizza la nave Kalliste per la tratta verso Bastia. Nel 1996, La Méridionale ottiene la doppia certificazione internazionale di qualità ISM e ISO 9002. Nel 1999, La Méridionale utilizza la nave Scandola per la tratta verso Ajaccio. Questa nave sostituisce la Santa Regina che verrà utilizzata nelle tratte verso Propriano, Isola Rossa e Porto Torres. 

### Anni duemila
Nel 2002, La Méridionale, assieme alla SNCM, effettua il servizio pubblico di continuità territoriale tra Marsiglia e la Corsica. Sempre nel 2002, La Méridionale utilizza la nave Girolata. La Nave Kalliste viene modificata per accogliere 500 passeggeri e la nave Santa Regina viene usata per le tratte verso la Corsica. Nel 2003, La Méridionale ottiene la certificazione ISO 9001: 2000. Nel 2007, La Méridionale ottiene con la SNCM la delega di servizio pubblico sulla Corsica fino al 2013. Nel 2009, la società Det Norske Veritas (DNV) attribuisce a La Méridionale il certificato ISO 14001 per il collocamento in posto del suo Sistema di Gestione Ambientale. Nel 2011, La Méridionale utilizza la nave Piana per la tratta verso Ajaccio, sostituendo la Kalliste che viene usata per le tratte verso Propriano e Porto Torres.
Nel maggio viene annunciato l'acquisto della nave Liverpool Seaways per 26,8 milioni di euro, che entra in flotta ad aprile 2020 con il nome di Pelagos.
A seguito del nuovo bando delle autorità dal 1º ottobre 2019, per i successivi 15 mesi La Méridionale effettua solo la linea Marsiglia - Propriano e in estate la Propriano - Porto Torres.
Il 24 ottobre 2019 viene annunciata la cessione a noleggio del Girolata a Grandi Navi Veloci da gennaio a settembre 2020 in time charter, entrerà in servizio sulle rotte che collegano Civitavecchia a Palermo e Termini Imerese.
Il 7 febbraio 2023 il gruppo STEF annuncia la cessione della compagnia di navigazione al gruppo CMA CGM, terza compagnia mondiale nel settore del trasporto container.
Il 31 maggio successivo La Méridionale diviene ufficialmente una filiale del gruppo francese.
Il 14 novembre 2023 viene annunciato l'ordine di due traghetti di nuova costruzione a GNL al cantiere navale cinese China Merchants Jinling Shipyard di Weihai.
Il 7 novembre 2024 viene annunciato l'acquisto del traghetto Normandie da Brittany Ferries, con consegna prevista nell'aprile del 2025, in concomitanza con l'entrata in servizio per la flotta della compagnia anglo-francese del nuovo Guillaume de Normandie.
A gennaio 2025 il Pelagos viene venduto alla compagnia egiziana United Marittime Egypt.
Il 18 aprile 2025 il Normandie termina il servizio per Brittany Ferries e il giorno dopo viene trasferito a Cherbourg, dove viene ribattezzato Massalia e trasferito sotto le insegne della Méridionale. Il 12 giugno prende ufficialmente servizio nei collegamenti tra Marsiglia e Tangeri Med.
Il 13 giugno 2025 viene annunciato il nome delle due unità di nuova costruzione, le gemelle Albanova e Azura.
Il 16 giugno 2025 viene annunciata la volontà del gruppo di CMA CGM di cedere La Méridionale.

## Flotta
Tabella aggiornata al 2025
| Traghetto | Immagine | Lunghezza (m) | Stazza (t.s.l.) | Passeggeri | Auto | Metri lineari carico merci | Velocità in nodi | Anno di costruzione | Stato       |
| --------- | -------- | ------------- | --------------- | ---------- | ---- | -------------------------- | ---------------- | ------------------- | ----------- |
| Massalia  |          | 161,40        | 27.541          | 1.700      | 492  | 2.370                      | 20,5             | 1992                | In servizio |
| Piana     |          | 180           | 42.180          | 750        | 200  | 2.500                      | 24               | 2011                | In servizio |
| Girolata  |          | 177           | 28.417          | 816        | 200  | 1.973                      | 24               | 1995                | In servizio |
| Kalliste  |          | 165           | 30.718          | 550        | 160  | 2.344                      | 19               | 1993                | In servizio |

## Flotta del passato
| Nome            | Lunghezza (m) | Larghezza (m) | Stazza | Capacità passeggeri | Capacità auto/merci        | Velocità in nodi | Anno di costruzione | Anni di servizio per La Méridionale | Note                                                   |
| --------------- | ------------- | ------------- | ------ | ------------------- | -------------------------- | ---------------- | ------------------- | ----------------------------------- | ------------------------------------------------------ |
| Scandola        | 150,4         | 23,4          | 19.308 | 399                 | 430                        | 19               | 1992                | 1999-2012                           | Attuale Dénia Ciutat Creativa della compagnia Baleària |
| Porto Cardo     | 126,5         | 21            | 11.457 | 23                  | 1.120                      | 18               | 1980                | 1980-1999                           | Demolito come Trans Asia 1 nel 2022.                   |
| Santa Regina    | 136           | 22,5          | 13.358 | 110                 | 96                         | 18               | 1985                | 1985-2002                           | Attuale Nusa Putera della compagnia SP Ferry           |
| Ville De Bastia | 90,86         | 14            | 3.361  |                     |                            | 16               | 1970                | 1970-1979                           | Demolito come Al Ahmed nel 2003                        |
| Ville De Corte  | 86,75         | 13,99         | 2.157  | 356                 | 140                        | 16               | 1973                | 1973-1989                           | Attuale Zakynthos I della compagnia Kefalonian Lines   |
| Girolata        | 147           | 24            | 17.790 | 340                 | 30 auto e 75 camion        |                  | 1981                | 1989-1993                           | Attuale Dioscuria per E60 Shipping Line                |
| Pelagos         | 186           | 25,6          | 19.219 | 300                 | 2.460 m.l. di carico merci | 24               | 1997                | 2020-2025                           | Attuale Pelagos Express per United Marittime Egypt     |

## Flotta in costruzione[12]
| Tipo   | Traghetto | Stazza | Lunghezza (m) | Larghezza (m) | Pescaggio (m) | Passeggeri | Cantiere | n° di scafo | Anno di costruzione | Stato        |
| ------ | --------- | ------ | ------------- | ------------- | ------------- | ---------- | -------- | ----------- | ------------------- | ------------ |
| Ro-Pax | Albanova  | 42.150 | 180,00        | 30,08         | 7             | 1000       | CMJL     | W0281       | 2027                | Da impostare |
| Ro-Pax | Azura     | 42.150 | 180,00        | 30,08         | 7             | 1000       | CMJL     | W0282       | 2027                | Da impostare |

## Rotte effettuate
| Linea                     | Tempo | Nave     | Frequenza      | Note   |
| ------------------------- | ----- | -------- | -------------- | ------ |
| Marsiglia ↔ Ajaccio       | 12 h  | Piana    | Quotidiana     |        |
| Marsiglia ↔ Porto Vecchio | 12 h  | Girolata | Trisettimanale |        |
| Marseille ↔ Tangeri Med   | 40 h  | Massalia | Bisettimanale  |        |
| Marsiglia ↔ Nador         | 40 h  | Kalliste | Bisettimanale  | [ 13 ] |